# Scottish FA Cup 1885/86
Der Scottish FA Cup wurde 1885/86 zum 13. Mal ausgespielt. Der wichtigste Fußball-Pokalwettbewerb im schottischen Vereinsfußball wurde vom Schottischen Fußballverband geleitet und ausgetragen. Er begann am 5. September 1885 und endete mit dem Finale am 13. Februar 1886 im Cathkin Park von Glasgow. Als Titelverteidiger startete der FC Renton in den Wettbewerb, der im Finale des Vorjahres gegen den FC Vale of Leven gewonnen hatte. Im diesjährigen Endspiel um den Schottischen Pokal traf der Vorjahresfinalist aus Renton auf den Rekordsieger FC Queen’s Park. Für Renton war es nach 1875 und 1885 die dritte Endspielteilnahme im schottischen Pokal. Queen’s Park erreichte zum achten Mal seit 1874 das Finale. Das Finale gewann Queen’s Park mit 3:1 und holte damit im achten Endspiel zum achten Mal den Titel. Queen’s Park baute damit erneut die Bestenliste im schottischen Pokal aus. Bis zum Jahr 1893 holte der Verein zwei weitere Titel und blieb bis 1922 alleiniger Rekordsieger des Wettbewerbs.

## 1. Runde
Ausgetragen wurden die Begegnungen zwischen dem 5. und 26. September 1885. Die Wiederholungsspiele fanden am 19. und 26. September 1885 statt.
|                               | Ergebnis |                              |
| ----------------------------- | -------- | ---------------------------- |
| Hibernian Edinburgh           | 9:0      | FC Edina                     |
| 5th Dumfries Rifle Volunteers | 4:0      | FC Vale of Nith              |
| FC Albion                     | 4:4      | FC Jamestown                 |
| Albion Rovers                 | 6:2      | FC Drumpellier               |
| Alloa Athletic                | bye      |                              |
| FC Alpha                      | 6:8      | Cambuslang Hibernian         |
| FC Arbroath                   | 36:0     | FC Bon Accord                |
| FC Arthurlie                  | w/o      | FC Olympic                   |
| FC Ayr                        | 7:0      | FC Maybole                   |
| Ayr Rovers                    | 0:8      | FC Dalry                     |
| FC Battlefield                | 0:2      | FC Cowlairs                  |
| Bonnybridge Grasshoppers      | 2:2      | FC Grahamston                |
| Broxburn Shamrock             | 1:1      | FC Bo’ness                   |
| FC Cambridge                  | * 2:1 *  | Southern Athletic            |
| FC Camelon                    | 1:3      | FC Falkirk                   |
| FC Cartvale                   | 2:1      | Greenock Morton              |
| FC Clyde                      | 1:0      | Glasgow Rangers              |
| FC Clydesdale                 | 2:4      | FC Tollcross                 |
| FC Coupar Angus               | 2:8      | Our Boys Dundee              |
| FC Cowdenbeath                | w/o      | FC Breadalbane               |
| FC Crieff                     | 0:7      | Dunfermline Athletic         |
| FC Dumbarton Rock             | w/o      | FC Leverndale                |
| FC Dunblane                   | w/o      | FC Dunfermline               |
| FC Dundee Harp                | 35:00    | Aberdeen Rovers              |
| FC Dunipace                   | 4:2      | FC Campsie Central           |
| FC Dykehead                   | bye      |                              |
| East End Dundee               | 3:3      | FC Strathmore                |
| FC East Stirlingshire         | 6:1      | FC Campsie                   |
| Forfar Athletic               | 3:1      | FC Angus                     |
| Glasgow University            | w/o      | Eastern Athletic             |
| FC Granton                    | 0:11     | Partick Thistle              |
| Greenock Southern             | 1:10     | FC Neilston                  |
| Hamilton Academical           | w/o      | FC Benhar                    |
| Heart of Midlothian           | * 5:2 *  | FC St. Bernard’s             |
| Hurlford United               | 5:1      | FC Cumnock                   |
| FC Johnstone                  | 5:1      | Greenock Rangers             |
| FC Kilmarnock                 | 7:1      | FC Annbank                   |
| FC King’s Park                | 3:1      | FC Armadale                  |
| Kirkintilloch Athletic        | 00:15    | FC Renton                    |
| FC Lenzie                     | 1:1      | FC Bonhill                   |
| FC Mauchline                  | 2:3      | FC Lugar Boswell             |
| FC Northern                   | 4:1      | FC Linthouse                 |
| FC Pilgrims                   | bye      |                              |
| Pollokshields Athletic        | w/o      | FC Partick                   |
| FC Norton Park                | 6:2      | FC Glencairn                 |
| Paisley Hibernian             | 2:2      | FC Thornliebank              |
| Port Glasgow Athletic         | 4:1      | 1st Renfrew Rifle Volunteers |
| FC Queen’s Park               | 16:00    | FC St Peters                 |
| FC Renfrew                    | 1:0      | Greenock Northern            |
| FC Shettleston                | 1:7      | FC Cambuslang                |
| FC Strathmore                 | 7:0      | FC Aberdeen                  |
| Third Lanark                  | 9:1      | FC Shawlands                 |
| FC Thistle                    | 11:10    | FC Westbourne                |
| FC Vale of Leven              | w/o      | FC Dunbritton                |
| FC Vale of Teith              | 9:1      | FC Oban                      |
| FC West Calder                | w/o      | FC Newcastleton              |
| West End Dundee               | 3:3      | FC Broughty                  |
| FC Whitefield                 | 3:1      | Dennistoun Athletic          |
| FC Wishaw Swifts              | 2:0      | FC Rutherglen                |
| FC Woodvale                   | 3:2      | Mearns Athletic              |
| FC Yoker                      | * 5:1 *  | FC Union Dumbarton           |
| FC Abercorn                   | 2:0      | FC St. Mirren                |
| FC Dumbarton                  | 3:1      | Vale of Leven Wanderers      |
| FC Lanemark                   | * 0:2 *  | FC Monkcastle                |
| Airdrieonians FC              | 4:2      | FC Royal Albert              |
| FC Helensburgh                | 2:3      | Dumbarton Athletic           |

### Wiederholungsspiele
|                     | Ergebnis |                          |
| ------------------- | -------- | ------------------------ |
| FC Bo’ness          | 5:1      | Broxburn Shamrock        |
| FC Bonhill          | 6:0      | FC Lenzie                |
| FC Broughty         | 3:3      | West End Dundee          |
| FC Union Dumbarton  | 1:0      | FC Yoker                 |
| FC Grahamston       | 2:4      | Bonnybridge Grasshoppers |
| Heart of Midlothian | 1:0      | FC St. Bernard’s         |
| FC Jamestown        | 0:1      | FC Albion                |
| FC Strathmore       | 1:4      | East End Dundee          |
| FC Thornliebank     | 2:0      | Paisley Hibernian        |
| FC Monkcastle       | 2:0      | FC Lanemark              |
| Southern Athletic   | 1:2      | FC Cambridge             |

## 2. Runde
Ausgetragen wurden die Begegnungen am 3. und 10. Oktober 1885. Die Wiederholungsspiele fanden am 10. und 17. Oktober 1885 statt. Zwischen Hurlford United und dem FC Kilmarnock gab es insgesamt vier Wiederholungsspiele die bis zum 14. November 1885 andauerten.
|                              | Ergebnis  |                               |
| ---------------------------- | --------- | ----------------------------- |
| Airdrieonians FC             | 15:2      | Cambuslang Hibernian          |
| FC Albion                    | w/o       | FC Dumbarton Rock             |
| Albion Rovers                | 2:2       | FC Wishaw Swifts              |
| FC Arbroath                  | 9:1       | Forfar Athletic               |
| FC Arthurlie                 | 2:0       | FC Woodvale                   |
| FC Bo’ness                   | 8:1       | FC Norton Park                |
| Bonnybridge Grasshoppers     | 1:6       | FC East Stirlingshire         |
| FC Cambuslang                | w/o       | Hamilton Academical           |
| FC Cartvale                  | bye       |                               |
| FC Clyde                     | 2:3       | FC Thistle                    |
| FC Cowlairs                  | 3:2       | Pollokshields Athletic        |
| FC Dalry                     | 6:2       | FC Lugar Boswell              |
| FC Dumbarton                 | 7:0       | FC Union Dumbarton            |
| Dumbarton Athletic           | 2:7       | FC Renton                     |
| FC Dunblane                  | 10:00     | Dunfermline Athletic          |
| FC Dundee Harp               | 4:1       | Our Boys Dundee               |
| FC Dykehead                  | * 3:1 *   | FC Tollcross                  |
| East End Dundee              | 2:2       | FC Broughty                   |
| FC Falkirk                   | 0:4       | Alloa Athletic                |
| Glasgow University           | 1:8       | Third Lanark                  |
| Hibernian Edinburgh          | 2:1       | Heart of Midlothian           |
| FC Johnstone                 | 1:2       | FC Thornliebank               |
| FC Kilmarnock                | ** 3:4 ** | Hurlford United               |
| FC King’s Park               | 7:1       | FC Dunipace                   |
| FC Monkcastle                | 2:4       | FC Ayr                        |
| FC Neilston                  | 2:2       | Port Glasgow Athletic         |
| FC Northern                  | 7:2       | FC Whitefield                 |
| Partick Thistle              | bye       |                               |
| Queen of the South Wanderers | 4:3       | 5th Dumfries Rifle Volunteers |
| FC Queen’s Park              | 1:0       | FC Pilgrims                   |
| FC Renfrew                   | 0:3       | FC Abercorn                   |
| FC St Andrews                | 6:0       | FC Cambridge                  |
| FC Vale of Leven             | 10:00     | FC Bonhill                    |
| FC Vale of Teith             | w/o       | FC Cowdenbeath                |
| FC West Calder               | bye       |                               |
| West End Dundee              | 4:5       | FC Strathmore                 |

### Wiederholungsspiele
|                       | Ergebnis |                 |
| --------------------- | -------- | --------------- |
| FC Broughty           | * 3:8 *  | East End Dundee |
| Port Glasgow Athletic | 1:0      | FC Neilston     |
| FC Wishaw Swifts      | 5:0      | Albion Rovers   |
| FC Kilmarnock         | 1:1      | Hurlford United |

### 2. Wiederholungsspiele
|                 | Ergebnis |                 |
| --------------- | -------- | --------------- |
| FC Kilmarnock   | 1:1      | Hurlford United |
| East End Dundee | 2:1      | FC Broughty     |

### 3. Wiederholungsspiel
|                 | Ergebnis |               |
| --------------- | -------- | ------------- |
| Hurlford United | 2:2      | FC Kilmarnock |

### 4. Wiederholungsspiel
|               | Ergebnis |                 |
| ------------- | -------- | --------------- |
| FC Kilmarnock | 1:5      | Hurlford United |

## 3. Runde
Ausgetragen wurden die Begegnungen zwischen dem am 24. Oktober und 21. November 1885. Das Wiederholungsspiel fand am 31. Oktober 1885 statt.
|                       | Ergebnis |                              |
| --------------------- | -------- | ---------------------------- |
| Airdrieonians FC      | 8:2      | FC Tollcross                 |
| FC Albion             | 0:1      | FC Renton                    |
| Alloa Athletic        | 00:12    | Partick Thistle              |
| FC Arbroath           | 7:1      | East End Dundee              |
| FC Arthurlie          | 5:0      | Hurlford United              |
| FC Cambuslang         | bye      |                              |
| FC Cartvale           | 1:1      | Port Glasgow Athletic        |
| FC Cowlairs           | 2:1      | FC Northern                  |
| FC Dalry              | 1:6      | FC Ayr                       |
| FC Dumbarton          | 3:0      | FC Thistle                   |
| FC Dundee Harp        | 8:1      | FC Vale of Teith             |
| FC East Stirlingshire | 0:3      | FC Queen’s Park              |
| Hibernian Edinburgh   | 6:0      | FC Bo’ness                   |
| FC Strathmore         | 3:1      | FC Dunblane                  |
| FC Thornhill          | 0:8      | Queen of the South Wanderers |
| FC Thornliebank       | 1:5      | FC Abercorn                  |
| FC Vale of Leven      | w/o      | FC King’s Park               |
| FC Wishaw Swifts      | 3:0      | FC West Calder               |
| Third Lanark          | 11:00    | FC St Andrews                |

### Wiederholungsspiel
|                       | Ergebnis |             |
| --------------------- | -------- | ----------- |
| Port Glasgow Athletic | 4:2      | FC Cartvale |

## 4. Runde
Ausgetragen wurden die Begegnungen am 14. November 1885. Die Wiederholungsspiele fanden am 28. November und 5. Dezember 1885 statt.
|                              | Ergebnis |                  |
| ---------------------------- | -------- | ---------------- |
| FC Abercorn                  | 7:2      | FC Strathmore    |
| FC Cambuslang                | 9:0      | FC Wishaw Swifts |
| FC Dumbarton                 | 3:0      | Partick Thistle  |
| Hibernian Edinburgh          | 5:3      | FC Arbroath      |
| Port Glasgow Athletic        | bye      |                  |
| Queen of the South Wanderers | 1:3      | FC Arthurlie     |
| FC Queen’s Park              | 1:0      | Airdrieonians FC |
| FC Renton                    | 4:0      | FC Cowlairs      |
| Third Lanark                 | * 3:2 *  | FC Ayr           |
| FC Vale of Leven             | 6:0      | FC Dundee Harp   |

### Wiederholungsspiel
|        | Ergebnis |              |
| ------ | -------- | ------------ |
| FC Ayr | 3:3      | Third Lanark |

### 2. Wiederholungsspiel
|              | Ergebnis |        |
| ------------ | -------- | ------ |
| Third Lanark | 5:1      | FC Ayr |

## 5. Runde
Ausgetragen wurden die Begegnungen am 5. und 12. Dezember 1885. Die Wiederholungsspiele fanden zwischen dem 12. und 26. Dezember 1885 statt.
|              | Ergebnis |                       |
| ------------ | -------- | --------------------- |
| FC Abercorn  | 0:1      | FC Cambuslang         |
| FC Arthurlie | 1:2      | FC Queen’s Park       |
| FC Dumbarton | 2:2      | Hibernian Edinburgh   |
| FC Renton    | 2:2      | FC Vale of Leven      |
| Third Lanark | 1:1      | Port Glasgow Athletic |

### Wiederholungsspiele
|                     | Ergebnis |                       |
| ------------------- | -------- | --------------------- |
| Hibernian Edinburgh | 4:3      | FC Dumbarton          |
| FC Renton           | 3:0      | FC Vale of Leven      |
| Third Lanark        | 1:1      | Port Glasgow Athletic |

### 2. Wiederholungsspiel
|              | Ergebnis |                       |
| ------------ | -------- | --------------------- |
| Third Lanark | 4:1      | Port Glasgow Athletic |

## 6. Runde
Ausgetragen wurden die Begegnung am 16. Januar 1886.
|                     | Ergebnis |               |
| ------------------- | -------- | ------------- |
| FC Queen’s Park     | bye      |               |
| FC Renton           | bye      |               |
| Third Lanark        | bye      |               |
| Hibernian Edinburgh | 3:2      | FC Cambuslang |

## Halbfinale
Ausgetragen wurden die Begegnungen am 16. und 23. Januar 1886.
|                     | Ergebnis |                 |
| ------------------- | -------- | --------------- |
| Third Lanark        | 0:3      | FC Queen’s Park |
| Hibernian Edinburgh | 0:2      | FC Renton       |

## Finale
| FC Queen’s Park                            | FC Queen’s Park | FC Renton | FC Renton |
| ------------------------------------------ | --- | --- | --------- |
| FC Queen’s Park                            | \| Finale \| \| 13. Februar 1886 in Glasgow (Cathkin Park) \| \| Ergebnis: 3:1 (1:0) \| \| Zuschauer: 7.000 \| \| Schiedsrichter: J. E. McKillop \| \| Spielbericht \|                                             | \| Finale \| \| 13. Februar 1886 in Glasgow (Cathkin Park) \| \| Ergebnis: 3:1 (1:0) \| \| Zuschauer: 7.000 \| \| Schiedsrichter: J. E. McKillop \| \| Spielbericht \|      | FC Renton |
| FC Queen’s Park                            | James Allan oder David Allan, Walter Arnott, Charles Campbell, Robert Christie, George Gillespie, John Gow, Alexander Hamilton, William Harrower, John Lambie, George Somerville, Andrew Watson Cheftrainer: n. b. | Archie McCall, Alex Barbour, A. Grant, H. McIntyre, Andrew Hannah, James McCall, James Kelly, James Kelso, John Lindsay, Donald McKechnie, James Thomson Cheftrainer: n. b. | FC Renton |
| FC Queen’s Park                            | n. b. | n. b. | FC Renton |
| Finale                                     | | |           |
| 13. Februar 1886 in Glasgow (Cathkin Park) | | |           |
| Ergebnis: 3:1 (1:0)                        | | |           |
| Zuschauer: 7.000                           | | |           |
| Schiedsrichter: J. E. McKillop             | | |           |
| Spielbericht                               | | |           |